# Ushangi Tcheishvili
Pour le joueur géorgien de rugby à XV né en 1990, voir Nodar Cheishvili.

a Compétitions nationales et continentales officielles uniquement.

b Matchs officiels uniquement.
Dernière mise à jour le 13 juin 2022.
Ushangi Tcheishvili, né le 29 août 1997 en Géorgie, est un joueur géorgien de rugby à XV évoluant au poste de pilier gauche.

## Biographie
Ushangi Tcheishvili rejoint le centre de formation du Montpellier HR en 2016 en provenance du Rugby Club Aia, le club de la ville de Koutaïssi (Géorgie). Au fil du temps, il intègre le groupe professionnel et en juin 2019, il prolonge son contrat avec le club héraultais et s'engage jusqu'en 2022. Il est prêté au Biarritz olympique pour la saison 2020/2021 puis prolonge son contrat au BO alors qu'il devait initialement retourner à Montpellier pour la saison 2021/2022. Il s'engage au RC Massy, promu en Pro D2, pour la saison 2022/2023.

## Carrière internationale
Il participe à deux Coupes du monde Juniors en 2016 et 2017 avec la Géorgie, disputant au total sept rencontres.